# Aeroportul Abel Santamaría
Aeroportul Abel Santamaría (IATA: SNU, ICAO: MUSC) este un aeroport din Villa Clara Province⁠(d), Cuba ce deservește zona Santa Clara.
Situat la o altitudine de 101 m, aeroportul dispune de 1 pistă. Este operat de Empresa Cubana de Aeropuertos y Servicios Aeroportuarios⁠(d).

## Infrastructură

### Piste
Aeroportul dispune de o singură pistă. Pista 08/26 are suprafața de asfalt. 